# Heimo Friedrich
Heimo Friedrich (1911-1987) fue un botánico austríaco.
Desarrolló su carrera especializándose en la familia de las cactáceas. Trabajó en los géneros Echinopsis y Trichocereus.

## Honores
En 1982 fue nombrado miembro honorario de la Organización Internacional para el Estudio de Plantas Suculentas.

### Epónimos
En su honor se nombraron las especies:
- (Cactaceae) Echinopsis friedrichii G.D.Rowley
- (Cactaceae) Astrophytum friedrichii (Buining & Moser) Halda & Malina
- (Cactaceae) Gymnocalycium friedrichii (Werderm.) Pazout
- (Rubiaceae) Galium friedrichii N.Torres, L.Sáez, Mus & Rosselló

## Algunas publicaciones
- Friedrich, Heimo. 1968. Mein kleines Kakteen-Buch. Umschau Verlag ; Innsbruck : Pinguin Verlag. 104 pp., ilus.

- ----------------. 1982. Es sind Cultivars!. En: Deutsche Kakteen-Gesellschaft e.V. N.º 33

- ----------------. 1983. Seed-morphology as an aid to classifying the genus Echinopsis Zucc. En: Bradleya, tomo 1. Con Wolfgang Glätzle
- La abreviatura «H.Friedrich» se emplea para indicar a Heimo Friedrich como autoridad en la descripción y clasificación científica de los vegetales.[1]

Todos los 156 registros de sus identificaciones y nombramientos de nuevas especies son de Cactaceae, publicando habitualmente en : I.O.S. Bull.; Kakt. And. Sukk.; Cactaceae Syst. Init.; Lazaroa; Bradleya; Cact. d'Argentine;